# 醫療科學學術中心
醫療科學學術中心（又稱：醫療科學合作夥伴聯盟、醫學學術中心）指由大學與醫療機構合作所組成的學術聯盟，旨在進行生物醫學研究、提供臨床教學訓練及醫療服務。類似合作夥伴常見於美國、英國、加拿大、荷蘭、瑞典及新加坡。

## 附註
1. ↑  這裡的“醫療科學”又稱“醫療衛生科學” 或 “健康科學”。